# ウェイティング・フォー・ザ・サイレンズ・コール
『ウェイティング・フォー・ザ・サイレンズ・コール』（Waiting for the Sirens' Call）は、イギリスのバンド・ニュー・オーダーが2005年に発表したアルバムである。

## 解説
スタジオ・アルバムとしては8枚目、2001年の『ゲット・レディー』以来4年振りとなる。
2002年にベストアルバム『インターナショナル〜ザ・グレイテスト・ヒッツ』リリース時には2003年にリリースされると言われていたニュー・アルバムだが待てど暮らせどリリースされず、2002年末にCD-BOXセット『レトロ』がリリースされて以降再びバンドの活動は途絶えてしまったかのように見えた。
しかし遅延しつつもレコーディングは続けられていた。当初このアルバムはブライアン・イーノにプロデュースを依頼していたがイーノのスケジュールの都合がつかず、最終的にはスティーヴン・ストリート、ジョン・レッキー、スチュワート・プライスの3人との共同プロデュースとなった。レコーディング中にはトーレ・ヨハンソンがプロデュースを担当するという噂も流れたが、プロデュースを依頼したのかどうか真偽は不明。またこのアルバムよりマリオンの元メンバーでサポートメンバーでもあったフィル・カニンガムが正式にメンバーに加入、再び4人になっている。
アルバムには前作の流れを汲むロック色の濃い曲、レゲエ・ビートを取り入れた曲、ダンサブルな曲などが収録されている。アルバムからは「クラフティー」と「ジェットストリーム」、タイトル曲の「ウェイティング・フォー・ザ・サイレンズ・コール」がシングルカットされた。
しかし年末にまたベストアルバム『シングルズ』がリリースされた後メンバーは沈黙するようになる。さらにその後ピーター・フックとバーナード・サムナーとの対立が深まりついに仲間割れに発展してしまう。既にピーターがバンドの解散を明言しているがバーナードとスティーヴン・モリスはバンド続行を宣言しており、今後の活動が宙に浮いた状態となっている。

### 「クラフティー（日本語ヴァージョン）」について
日本国内盤は同年3月24日にワーナーミュージック・ジャパンからリリースされたが、日本盤の最大の話題はボーナストラックとして収録された「クラフティー」の日本語ヴァージョンである。ASIAN KUNG-FU GENERATIONの後藤正文作詞によるこの日本語ヴァージョンはバーナード・サムナーのアイディアが元になっている。この年のフジ・ロック・フェスティバル3日目では彼らが登場、この日本語ヴァージョンも演奏したが、演奏の際にステージ脇の巨大スクリーンにこの日本語ヴァージョンの歌詞を表示、ファンらと大合唱した。
なお「クラフティー」は日産自動車のセレナのCMソングに使用されたが、こちらは日本語ヴァージョンではなくオリジナルヴァージョンが使用された。

## 収録曲
1. フーズ・ジョー? - Who's Joe? - 5:41
2. ヘイ・ナウ・ホワット・ユー・ドゥーイング - Hey Now What You Doing - 5:16
3. ウェイティング・フォー・ザ・サイレンズ・コール - Waiting for the Sirens' Call - 5:42
4. クラフティー - Krafty - 4:33
5. アイ・トールド・ユー・ソー - I Told You So - 6:00
6. モーニング・ナイト・アンド・デイ - Morning Night And Day - 5:12
7. ドラキュラズ・キャッスル - Dracula's Castle - 5:40
8. ジェットストリーム - Jetstream - 5:23
9. ギルト・イズ・ア・ユースレス・エモーション - Guilt Is A Useless Emotion - 5:39
10. ターン - Turn - 4:35
11. ワーキング・オーヴァータイム - Working Overtime - 3:26
12. クラフティー（日本語ヴァージョン） - Krafty (Japanese Version)  - 4:34
13. クラフティー（ザ・グリマーズ・12インチ・エクステンデッド） - Krafty (The Glimmers Twelve Inch Extended)  - 6:55
14. クラフティー（フォンズ・リアリティー・リミックス） - Krafty (Phones Reality Remix)  - 7:08

※ワーナーミュージック・ジャパンからリリースされた日本国内盤による。

## 制作
- 作詞・作曲・編曲 - ニュー・オーダー
- プロデューサー - ニュー・オーダー、スティーヴン・ストリート、ジョン・レッキー、スチュワート・プライス
- カバー・アート・ディレクション – ピーター・サヴィル

## チャート
| チャート（2005年）               | 最高順位 |
| -------------------------------- | -------- |
| イギリス（全英アルバムチャート） | 5        |